# Biathlon-Weltmeisterschaften 1970
Die 10. Biathlon-Weltmeisterschaften fanden 1970 in Östersund in Schweden statt.

## Männer

### Einzel 20 km
| Platz | Sportler           | Zeit [h]  | Schießfehler |
| ----- | ------------------ | --------- | ------------ |
| 01    | Alexander Tichonow | 1:23:42,1 | 2 (0+1+0+1)  |
| 02    | Tor Svendsberget   | 1:24:36,1 | 2 (0+0+0+2)  |
| 03    | Wiktor Mamatow     | 1:25:00,4 | 2 (1+1+0+0)  |
| 04    | Dieter Speer       | 1:25:56,1 | 4 (0+1+0+3)  |
| 05    | Daniel Claudon     | 1:26:31,7 | 1 (0+1+0+0)  |
| 06    | Esten Gjelten      | 1:26:33,6 | 2 (1+0+1+0)  |
| 07    | Kjell Hovda        | 1:27:03,7 | 1 (0+1+0+0)  |
| 08    | Kari Vähäkylä      | 1:27:20,7 | 2 (1+0+0+1)  |
| 09    | Alexander Uschakow | 1:29:06,2 | 3 (1+0+1+1)  |
| 10    | Juhani Suutarinen  | 1:26:27,4 | 4 (1+1+1+1)  |

Datum: 21. Februar

### Staffel 4 × 7,5 km
| Platz | Land             | Sportler                                                           | Zeit [h]  |
| ----- | ---------------- | ------------------------------------------------------------------ | --------- |
| 01    | Sowjetunion      | Alexander Tichonow Wiktor Mamatow Rinnat Safin Alexander Uschakow  | 2:07:49,0 |
| 02    | Norwegen         | Tor Svendsberget Ragnar Tveiten Magnar Solberg Esten Gjelten       | 2:13:25,0 |
| 03    | DDR              | Hans-Gert Jahn Hansjörg Knauthe Dieter Speer Horst Koschka         | 2:14:45,9 |
| 04    | Finnland         | Kalevi Vähäkylä Juhani Suutarinen Yrjö Salpakari Kari Vähäkylä     | 2:15:34,5 |
| 05    | Schweden         | Lars-Göran Arwidsson Per Halvarsson Holmfrid Olsson Olle Petrusson | 2:16:41,6 |
| 06    | Polen            | Józef Różak Andrzej Rapacz Józef Stopka Aleksander Klima           | 2:17:56,4 |
| 07    | Japan            | Isao Ono Fumioki Ohmi Yoshiyuki Shirate Miki Shibuya               | 2:17:56,4 |
| 08    | Rumänien         | Victor Fontana Dumitri Soiu Constantin Carabela Vilmoș Gheorghe    | 2:19:32,9 |
| 09    | Tschechoslowakei | Ladislav Žižka Pavel Ploc Stanislav Fajstavr Svatopluk Fencl       | 2:20:41,1 |
| 10    | USA              | Dennis Donahue Terry Aldrich John Morton Peter Karns               | 2:22:02,7 |
| 11    | Frankreich       | Jean-Claude Viry Paul Chassagne Aimé Gruet-Masson Daniel Claudon   | 2:22:54,2 |
| 12    | Italien          | Giovanni Astegiano Remo Gabrielli Willy Bertin Corrado Varesco     | 2:25:57,1 |
| 13    | BR Deutschland   | Josef Niedermeier Udo Ehrenberg Theo Merkel Xaver Kraus            | 2:26:39,7 |
| 14    | Großbritannien   | Alan Notley Malcolm Hirst Harold Tobin Keith Oliver                | 2:31:29,8 |

Datum: 19. Februar
Anmerkung:
Angaben über Schießfehler ließen sich leider nicht mehr ermitteln.

## Medaillenspiegel
| Platz | Nation      | Gold | Silber | Bronze | Gesamt |
| ----- | ----------- | ---- | ------ | ------ | ------ |
| 1     | Sowjetunion | 2    | 0      | 1      | 3      |
| 2     | Norwegen    | 0    | 2      | 0      | 2      |
| 3     | DDR         | 0    | 0      | 1      | 1      |

| Platz | Sportler           | Gold | Silber | Bronze | Gesamt |
| ----- | ------------------ | ---- | ------ | ------ | ------ |
| 1     | Alexander Tichonow | 2    | 0      | 0      | 2      |
| 2     | Wiktor Mamatow     | 1    | 0      | 1      | 2      |
| 3     | Rinnat Safin       | 1    | 0      | 0      | 1      |
| 3     | Alexander Uschakow | 1    | 0      | 0      | 1      |
| 5     | Tor Svendsberget   | 0    | 2      | 0      | 2      |
| 6     | Ragnar Tveiten     | 0    | 1      | 0      | 1      |
| 6     | Magnar Solberg     | 0    | 1      | 0      | 1      |
| 6     | Esten Gjelten      | 0    | 1      | 0      | 1      |
| 9     | Hans-Gert Jahn     | 0    | 0      | 1      | 1      |
| 9     | Hansjörg Knauthe   | 0    | 0      | 1      | 1      |
| 9     | Dieter Speer       | 0    | 0      | 1      | 1      |
| 9     | Horst Koschka      | 0    | 0      | 1      | 1      |